# Epipactis cardonneae
Epipactis cardonneae är en orkidéart som beskrevs av J.M.Lewin. Epipactis cardonneae ingår i släktet knipprötter, och familjen orkidéer. Inga underarter finns listade i Catalogue of Life.